# Servas Schuhfabrik

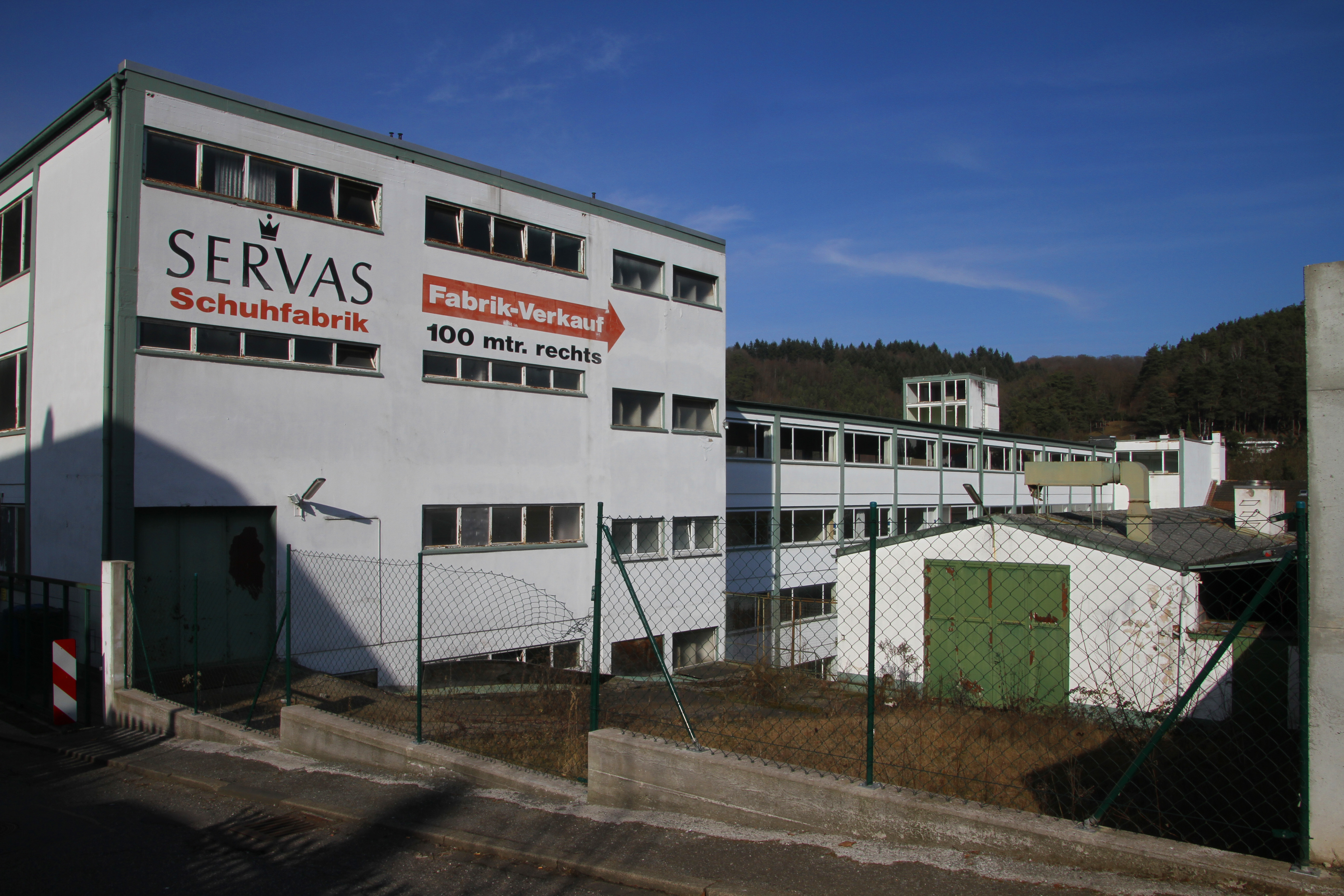
Gelände der früheren Schuhfabrik

Die Servas Schuhfabrik war ein Schuhhersteller, der seinen Sitz in Rodalben hatte. Das Unternehmen bestand von 1891 bis 1970.

## Geschichte
Die Servas Schuhfabrik wurde im Jahr 1891 von Wilhelm Servas in Rodalben gegründet.
Im Jahr 1934 wurde Wilhelm Servas aufgrund wirtschaftlicher Schwierigkeiten ein Kredit gewährt. Ein späterer Mitinhaber der Firma war der im Jahr 1930 geborene Erhard Servas.
Im Jahr 1966 entstand im österreichischen Liezen eine Tochtergesellschaft, die am 7. Januar 1970 ihren Betrieb aufnahm und bis 1992 existierte.
1970 fusionierte das Unternehmen mit der in Zweibrücken ansässigen Dorndorf Schuhfabrik zur Schuh-Union, deren Vorsitz Erhard Servas übernahm. 2003 wurde diese von der Rieker Schuh AG mit Sitz in Reiden, Schweiz aufgekauft.

## Unternehmenssitz
Der Sitz des Unternehmens befand sich in Rodalben in der Wilhelm-Servas-Straße, die parallel zur Landesstraße 497 verläuft. Seit 2022 existieren Bestrebungen, auf dem brach liegenden ehemaligen Firmengelände einen Aldi-Markt anzusiedeln.